# Dubravice Gornje
Dubravice Gornje su naselje u distriktu Brčko, BiH.

## Stanovništvo
Nacionalni sastav stanovništva 1991. godine, bio je sljedeći:
ukupno: 319
- Srbi – 280
- Hrvati – 20
- Jugoslaveni – 2
- ostali, neopredijeljeni i nepoznato – 17